# Kodiak (ville)
Pour les articles homonymes, voir Kodiak.
 (novembre 2022).
Si vous disposez d'ouvrages ou d'articles de référence ou si vous connaissez des sites web de qualité traitant du thème abordé ici, merci de compléter l'article en donnant les références utiles à sa vérifiabilité et en les liant à la section « Notes et références ».
 (novembre 2022).
Kodiak est une ville de l'île Kodiak dans le borough de l'île Kodiak en Alaska. Au recensement de 2000, la population de la ville était de 6 130 habitants. La ville regroupe la moitié environ de la population de l'île et vit essentiellement de son port de pêche.

## Histoire et culture

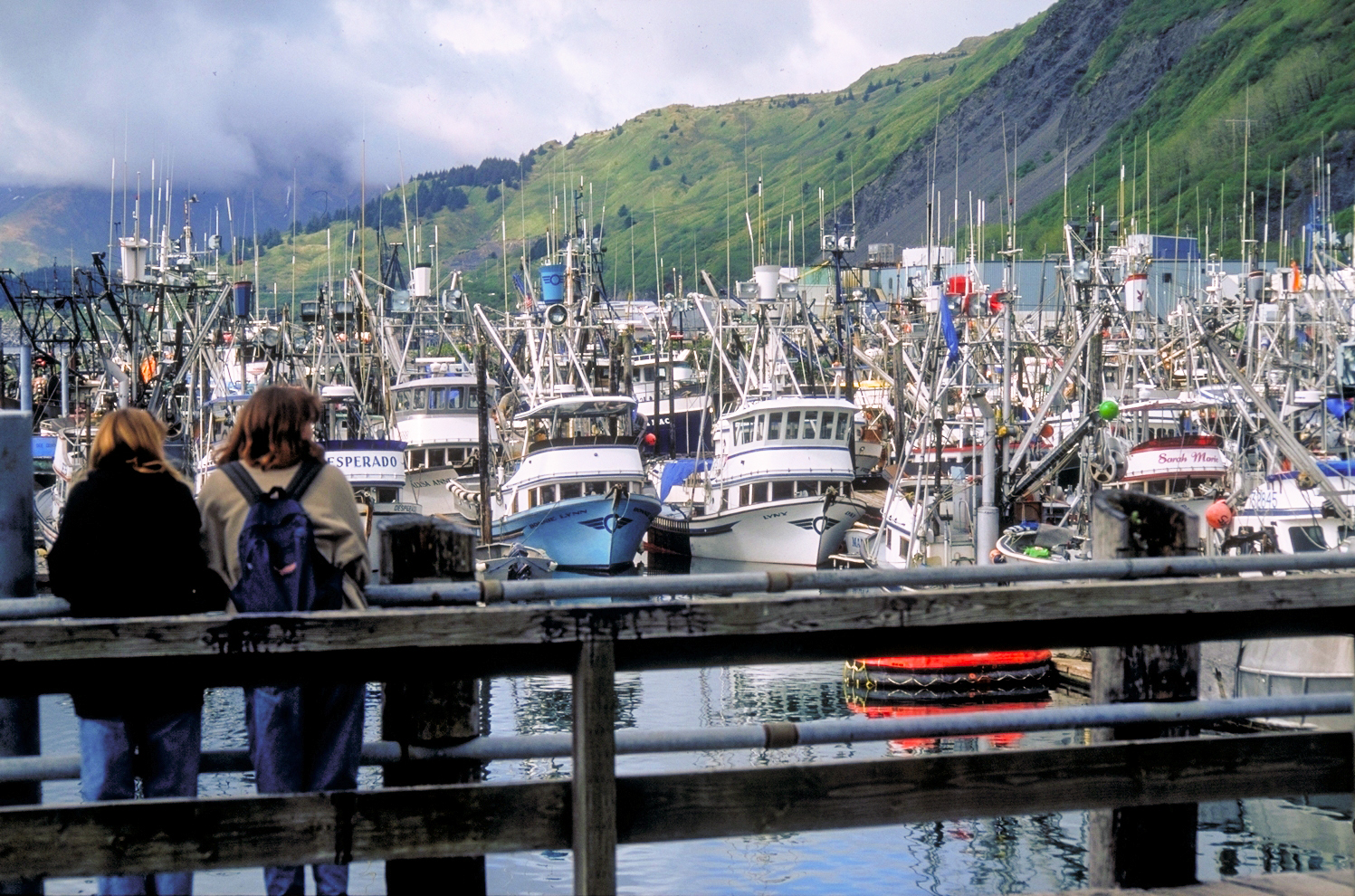
Port de Kodiak.

Originellement l'île était peuplé d'amérindiens alutiiques. Les premiers européens à s'installer sur l'île furent des chasseurs et des négociants en fourrure russes qui créent la ville.
De 1792 à 1799, Kodiak était la capitale de l'Amérique russe. L'église russo-orthodoxe et le musée Baranow rappellent ce temps. Ce musée est hébergé dans le plus vieux bâtiment en bois d'Alaska qui servait avant de dépôt et magasin de négoce en fourrure. La ville possède deux autres musées Alutiiq Museum & Archaeological Repository, et le Kodiak Military History Museum.
Le style de vie de nombreux habitants intègre encore des modes traditionnels de subsistance avec la pêche en particulier au saumon et au flétan, la chasse au daim noir de Sitka, au cerf élaphe et aux chèvres sauvages. La cueillette de baies : ronces remarquables, bleuets, et différentes canneberges est habituelle en été et à l'automne.
Le 27 mars 1964, la ville fut très gravement touchée par le tremblement de terre du vendredi saint (Good friday earthquake), le second plus puissant tremblement de terre jamais enregistré en Amérique et par le raz de marée et les incendies qu'il provoqua.

## Géographie

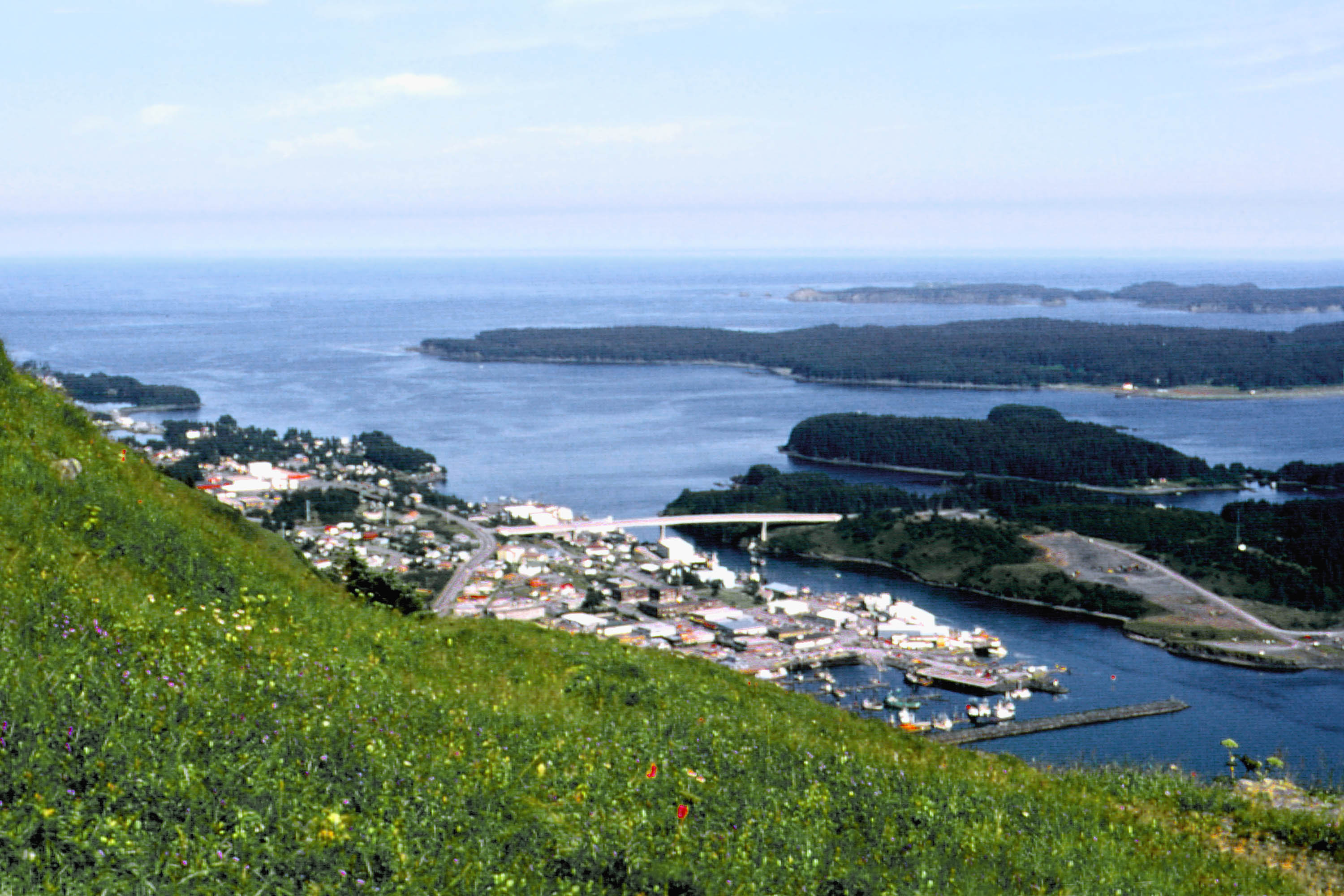
Vue aérienne de Kodiak.

### Situation
Située dans le nord-est de l'île, la ville, selon le Bureau du recensement des États-Unis, a une superficie totale de 12,6 km2 dont 28,66 % d'eaux.

### Démographie
| Groupe               | Kodiak | Alaska | États-Unis |
| -------------------- | ------ | ------ | ---------- |
| Blancs               | 40,3   | 66,7   | 72,4       |
| Asiatiques           | 37,4   | 5,4    | 4,8        |
| Autochtones d'Alaska | 9,9    | 14,8   | 0,9        |
| Métis                | 6,3    | 7,3    | 2,9        |
| Autres               | 4,6    | 1,6    | 6,2        |
| Océaniens            | 1,0    | 1,1    | 0,2        |
| Afro-Américains      | 0,5    | 3,3    | 12,6       |
| Total                | 100    | 100    | 100        |
|                      |        |        |            |
| Latino-Américains    | 9,4    | 5,5    | 16,7       |

Selon l'American Community Survey, pour la période 2011-2015, 59,40 % de la population âgée de plus de 5 ans déclare parler l'anglais à la maison, 22,71 % le tagalog, 6,99 % l'espagnol, 6,54 % l'ilocano et le samoan, 1,34 % le thaï, 0,78 % le lao et 2,24 % une autre langue.
| 1880 | 1890 | 1900 | 1910 | 1920 | 1930 | 1940 | 1950  |
| ---- | ---- | ---- | ---- | ---- | ---- | ---- | ----- |
| 288  | 495  | 341  | 438  | 374  | 442  | 864  | 1 710 |

| 1960  | 1970  | 1980  | 1990  | 2000  | 2010  | - | - |
| ----- | ----- | ----- | ----- | ----- | ----- | - | - |
| 2 628 | 3 798 | 4 756 | 6 365 | 6 334 | 6 130 | - | - |

### Climat

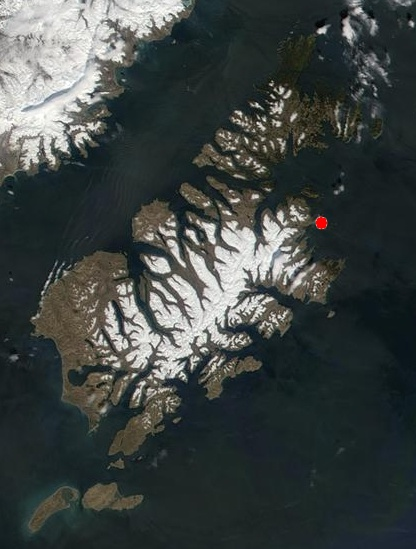
Photo satellite de l'île Kodiak.

Avec un climat maritime, Kodiak est connue pour ses pluies, à l'origine de la couleur verte dominante de l'île durant les mois d'été.
| Mois                                  | jan.     | fév.     | mars     | avril    | mai     | juin    | jui.    | août    | sep.    | oct.     | nov.     | déc.     | année    |
| ------------------------------------- | -------- | -------- | -------- | -------- | ------- | ------- | ------- | ------- | ------- | -------- | -------- | -------- | -------- |
| Température minimale moyenne (°C)     | −3,2     | −2,7     | −2,4     | 0,9      | 4,4     | 7,6     | 10,3    | 10,2    | 6,8     | 2,2      | −1       | −3,1     | 2,5      |
| Température moyenne (°C)              | −0,4     | 0,2      | 0,7      | 3,9      | 7,7     | 10,8    | 13,4    | 13,6    | 10,3    | 5,7      | 2,1      | −0,1     | 5,7      |
| Température maximale moyenne (°C)     | 2,3      | 3,1      | 3,8      | 7,1      | 10,9    | 13,9    | 16,6    | 17,1    | 13,9    | 9,1      | 5,1      | 2,9      | 8,8      |
| Record de froid (°C) date du record   | −27 1989 | −24 1971 | −21 1971 | −14 1977 | −7 1945 | −1 1968 | 2 1927  | 1 1998  | −3 1992 | −14 1917 | −18 1971 | −23 1916 | −27 1989 |
| Record de chaleur (°C) date du record | 12 1963  | 16 1923  | 14 1963  | 21 1918  | 27 1968 | 30 1953 | 28 2019 | 30 2019 | 27 1929 | 23 1929  | 16 1929  | 19 2021  | 30 1953  |
| Ensoleillement (h)                    | 124      | 141,3    | 186      | 240      | 279     | 270     | 248     | 217     | 180     | 124      | 90       | 93       | 2 192,3  |
| Précipitations (mm)                   | 212,1    | 160,3    | 122,4    | 156      | 148,6   | 131,3   | 114,6   | 124,5   | 191,8   | 224,8    | 179,3    | 223,8    | 1 989,5  |
| dont neige (cm)                       | 36,8     | 37,8     | 34       | 16,8     | 1,8     | 0       | 0       | 0       | 0       | 2,8      | 18,8     | 42,4     | 191,2    |
| Nombre de jours avec précipitations   | 18,8     | 17,1     | 15,9     | 16       | 16,5    | 16,1    | 14,6    | 14,8    | 17      | 18,4     | 17       | 19,7     | 203,9    |
| Humidité relative (%)                 | 78       | 76,6     | 73,4     | 72,4     | 76,2    | 80,4    | 82,4    | 81,7    | 80,6    | 74,9     | 75       | 75,7     | 77,3     |
| Nombre de jours avec neige            | 8,9      | 7,7      | 9,4      | 4        | 0,5     | 0       | 0       | 0       | 0       | 1,2      | 5,2      | 9,2      | 46,1     |

| Diagramme climatique                                  |              |              |           |              |              |               |               |              |             |            |              |
| J                                                     | F            | M            | A         | M            | J            | J             | A             | S            | O           | N          | D            |
| 2,3−3,2212,1                                          | 3,1−2,7160,3 | 3,8−2,4122,4 | 7,10,9156 | 10,94,4148,6 | 13,97,6131,3 | 16,610,3114,6 | 17,110,2124,5 | 13,96,8191,8 | 9,12,2224,8 | 5,1−1179,3 | 2,9−3,1223,8 |
| Moyennes : • Temp. maxi et mini °C • Précipitation mm |              |              |           |              |              |               |               |              |             |            |              |

## Économie
L'économie de Kodiak est principalement celle de l'industrie de la pêche (saumon, flétan, crabe des neiges et crabe royal). Kodiak est le second port de pêche de l'Alaska et le quatrième économiquement et par le volume des États-Unis (en 2004, 150 millions de kilos de poissons et fruits de mer environ pour une valeur de 91 millions de dollars). L'économie bénéficie aussi de la présence d'une station et d'un poste de commandement de l'United States Coast Guard.
Kodiak possède un aéroport, l'aéroport de Kodiak.

## Cinéma
- Kodiak est le lieu principal d'action du film Coast Guards (The Guardian) (2006), avec Kevin Costner et Ashton Kutcher.

## Littérature
- Kodiak est l'un des lieux principaux où se déroule le roman de pêche de Catherine Poulain, Le grand marin (2016).

## Personnalité
- Alexandre Filippovitch Kashevarov (1809-1870), navigateur, explorateur et hydrographe, né à Kodiak.
- Ruth Morris Bakwin (1898-1985), pédiatre et pédopsychologue américaine, y est morte d'une crise cardiaque.